# Обеліск «Катеринославська верстова миля»
Обеліск «Катеринославська верстова миля» («Катерининська миля») — пам'ятник історії і архітектури, дорожній верстовий кам'яний знак, встановлений на маршруті подорожі імператриці Катерини II з Петербурга до Криму в 1787 році.
Подібні шляхові знаки за розпорядженням князя Потьомкіна були розставлені на всьому шляху через кожні 10 верст. Це — перша кам'яна споруда міста, яка збереглася до нашого часу, з цього обеліска починалася історія Катеринослава — Дніпра.
Місце розташування: площа Соборна, Дніпро, Дніпропетровська область

## Історія спорудження
У 1787 р. імператриця Катерина II відправилася в свою знамениту подорож «в південний край». Підготовка до подорожі тривала з 1784-го по 1786-й роки. Основні турботи про благоустрій шляхів імператриці лягли на плечі правителя Таврійської області В. В. Каховського. Ймовірно, саме він був автором ідеї відзначити шлях імператриці спеціальними дорожніми знаками.
У 1785—1786 рр. дороги для майбутньої подорожі Катерини II були закінчені і вздовж них встановлені кам'яні знаки з позначенням миль і верст на всьому протязі від Берислава до Севастополя.
На сьогодні залишається нез'ясованим питання про кількість і час будівництва дорожніх знаків на території Катеринославського намісництва. Відомо, що знаки на цій території споруджувалися за розпорядженням Г. О. Потьомкіна, але дещо пізніше знаків на території Таврійської області.
Авторство проекту «Катерининських миль» на сьогодні не встановлено. Існують припущення авторства: милі збудовані за проектом знаменитого італійського архітектора Антоніо Рінальді або улюбленого архітектора Потьомкіна Івана Єгоровича Старова.
За однією з версій, Катеринославська верстова миля пов'язана з перебуванням 9 травня 1787 року російської самодержиці Катерини II на закладці Преображенського Собору, чим було започатковано губернське місто Катеринослав на новому місці, яке до цього розташовувалося на лівобережжі, де Кільчень впадала в Самару.

## Опис Катерининської милі
Верстова миля у Катеринославі — це складений із грубого каменю чотиригранний обеліск, зроблений у формі піраміди з конусоподібним гостроверхим завершенням, встановлений на круглій платформі, виконаній також з грубого білого каменю зі сходами. На одній зі сторін верхньої частини піраміди зберігся круглий невеликий медальйон. Можливо, тут був напис, який не зберігся. Також ймовірно, що тут було позначено число верст.
«Миля» була споруджена із вапнякових плит, свого часу вона стояла на високому кургані. «Катерининська миля» примикає з південно-східного боку до огорожі Спасо-Преображенського кафедрального собору. У 1834 році (за іншими відомостями у 1835 р.) під час завершення будівництва Собору земляний насип розрили, саму «милю» обклали полірованим гранітом і обгородили ґратами. До обеліска від Собору прокладена плиткова доріжка, однак сама «Миля», що стоїть на круглому кам'яному постаменті, зберегла свій первісний вигляд.

## Перша згадка про пам'ятник-милю в Катеринославі
Хронологічно перша згадка про пам'ятник-милю в Катеринославі зустрічається в «Усних спогадах» запорізького козака Микити Леонтійовича Коржа (1731—1835), в розділі IX «Про подорож імператриці». Тут мова йде про всі «милі» на шляху проходження імператриці: "У тутешній-же Украйні, тобто в Катеринославській і Херсонській губерніях, по ґрунту землі і достатку дикого каменю, були поставлені, на трактових дорогах, високі кам'яні милі, одна від одної в 10 верстах; деякі з них і досі по Херсонській дорозі видно і називаються пам'ятками Потьомкіна, позаяк він наказав їх в ті часи влаштувати … ".
Церковний діяч і перший історик Катеринослава, архієпископ Гавриїл (В. Ф. Розанов), редактор і видавець спогадів М. Л. Коржа, в примітці до тексту зазначив: "Така миля знаходиться і в Катеринославі, біля Соборної Преображенської церкви. Вона стояла на земляному кургані, котрий потім в 1834 році зрили, і миля, замість того, оброблена каменем із залізним балюстрадом ".
Революції та війни XX століття пощадили цей пам'ятник. У 1970 р. «Катерининська миля» рішенням Дніпропетровського облвиконкому була взята на облік як пам'ятка історії регіонального значення.
На території Дніпропетровської області збереглися лише дві «милі»:
- Одна в Дніпрі — в центрі міста на Соборній площі;
- Інша — в селі Волоське Дніпровського району (частково зруйнована).